# 32-я лыжная бригада
32-я лыжная бригада — воинское соединение СССР в Великой Отечественной войне.

## История
Бригада сформирована в составе Карельского фронта 11.09.1942 года путём переформирования 3-й стрелковой бригады Карельского фронта.
Держала оборону до 1944 года на Ребольском и Кандалакшском направлении Карельского фронта, в частности на реке Чирка-Кемь и посёлке Ледмозеро
В июне 1944 года приняла участие в Свирско-Петрозаводской операции. По окончании операции осталась на обороне достигнутых рубежей в районе Лоймола.
В феврале 1945 года переброшена в Чехословакию, где приняла участие в Моравско-Остравской и Пражской операциях.
В августе 1945 года из Прикарпатского военного округа в составе корпуса была направлена на Дальний Восток, вероятно, принимала участие в последних боях на Южном Сахалине, после чего передислоцирована в Анадырь.
Из воспоминаний Подгурского М. В., ветерана бригады:
«После того, как наш торпедный катер № 896 раскурочили, — продолжал свой рассказ Михаил Васильевич — нас отправили в морскую пехоту. Я был помощником командира взвода автоматчиков в 72-й отдельной морской стрелковой бригаде. 11-14 мая 1945 года мы добивали группировку Шернера. Когда добили, я подумал: 'Все, войне конец!' Но не тут-то было! Нас посадили в эшелоны и отправили на Дальний Восток. А вот мы прибыли на Дальний Восток: суконки, трофейные немецкие ботинки, брюки с напуском, трофейное оружие.

У меня тогда был 'Вальтер' и немецкий штурмовой автомат. Забрал у жандарма. И вдруг местный комендант: 'Сдать все!' На Второй речке скопилось тогда 40 эшелонов голодных и злых ребят. Тельняшки и бескозырки мы и раньше не отдавали никому. А оружие: 'Как сдать? Нам же ещё с Японией воевать!' И ничего, конечно, не сдали. Японцы, между прочим, сражались не хуже немцев — воткнёт в землю флажок с солнцем — и черта его с позиции выбьешь! С освобождением Южного Сахалина закончилась эпопея моей военной службы'».

## Полное наименование
- 32-я лыжная бригада
- 32-я горнострелковая ордена Красной Звезды бригада

## Подчинение
| Дата            | Фронт (округ)             | Армия                                 | Корпус                              | Примечания |
| --------------- | ------------------------- | ------------------------------------- | ----------------------------------- | ---------- |
| 01.10.1942 года | Карельский фронт          | -                                     | -                                   | -          |
| 01.11.1942 года | Карельский фронт          | -                                     | -                                   | -          |
| 01.12.1942 года | Карельский фронт          | -                                     | -                                   | -          |
| 01.01.1943 года | Карельский фронт          | -                                     | -                                   | -          |
| 01.02.1943 года | Карельский фронт          | -                                     | -                                   | -          |
| 01.03.1943 года | Карельский фронт          | -                                     | -                                   | -          |
| 01.04.1943 года | Карельский фронт          | -                                     | -                                   | -          |
| 01.05.1943 года | Карельский фронт          | -                                     | -                                   | -          |
| 01.06.1943 года | Карельский фронт          | 26-я армия                            | -                                   | -          |
| 01.07.1943 года | Карельский фронт          | 26-я армия                            | -                                   | -          |
| 01.08.1943 года | Карельский фронт          | 26-я армия                            | -                                   | -          |
| 01.09.1943 года | Карельский фронт          | 26-я армия                            | -                                   | -          |
| 01.10.1943 года | Карельский фронт          | 26-я армия                            | -                                   | -          |
| 01.11.1943 года | Карельский фронт          | 26-я армия                            | -                                   | -          |
| 01.12.1943 года | Карельский фронт          | 26-я армия                            | -                                   | -          |
| 01.01.1944 года | Карельский фронт          | 26-я армия                            | -                                   | -          |
| 01.02.1944 года | Карельский фронт          | 26-я армия                            | -                                   | -          |
| 01.03.1944 года | Карельский фронт          | 26-я армия                            | -                                   | -          |
| 01.04.1944 года | Карельский фронт          | 19-я армия                            | 127-й лёгкий горнострелковый корпус | -          |
| 01.05.1944 года | Карельский фронт          | 19-я армия                            | 127-й лёгкий горнострелковый корпус | -          |
| 01.06.1944 года | Карельский фронт          | 19-я армия                            | 127-й лёгкий горнострелковый корпус | -          |
| 01.07.1944 года | Карельский фронт          | 7-я армия                             | 127-й лёгкий горнострелковый корпус | -          |
| 01.08.1944 года | Карельский фронт          | 7-я армия                             | 127-й лёгкий горнострелковый корпус | -          |
| 01.09.1944 года | Карельский фронт          | 7-я армия                             | -                                   | -          |
| 01.10.1944 года | Карельский фронт          | 7-я армия                             | -                                   | -          |
| 01.11.1944 года | Карельский фронт          | -                                     | -                                   | -          |
| 01.12.1944 года | Резерв Ставки ВГК         | полевое управление Карельского фронта | -                                   | -          |
| 01.01.1945 года | Резерв Ставки ВГК         | 19-я армия                            | 126-й лёгкий стрелковый корпус      | -          |
| 01.02.1945 года | Резерв Ставки ВГК         | -                                     | 126-й лёгкий стрелковый корпус      | -          |
| 01.03.1945 года | 4-й Украинский фронт      | 38-я армия                            | 126-й лёгкий стрелковый корпус      | -          |
| 01.04.1945 года | 4-й Украинский фронт      | 38-я армия                            | 126-й лёгкий стрелковый корпус      | -          |
| 01.05.1945 года | 4-й Украинский фронт      | 38-я армия                            | 126-й лёгкий стрелковый корпус      | -          |
| 01.06.1945 года | -                         | -                                     | 126-й лёгкий стрелковый корпус      | -          |
| 01.07.1945 года | -                         | -                                     | 126-й лёгкий стрелковый корпус      | -          |
| 01.08.1945 года | -                         | -                                     | 126-й лёгкий стрелковый корпус      | -          |
| 09.08.1945 года | -                         | -                                     | 126-й лёгкий стрелковый корпус      | -          |
| 03.09.1945 года | 1-й Дальневосточный фронт | -                                     | 126-й лёгкий стрелковый корпус      | -          |

## Командиры
- Горохов Иван Александрович (с?? по ??)
- Мельников Алексей Владимирович

## Награды и наименования
| Награда (наименование) | Дата                                      | За что получена |
| ---------------------- | ----------------------------------------- | --- |
| Орден Красной Звезды   | Указ Президиума ВС СССР от 4.06.1945 года | За образцовое выполнение заданий командования в боях с немецкими захватчиками при овладении городами Богумин, Фриштат, Скочув, Чадца, Великая Битча и проявленные при этом доблесть и мужество. |